# フヴァル城塞

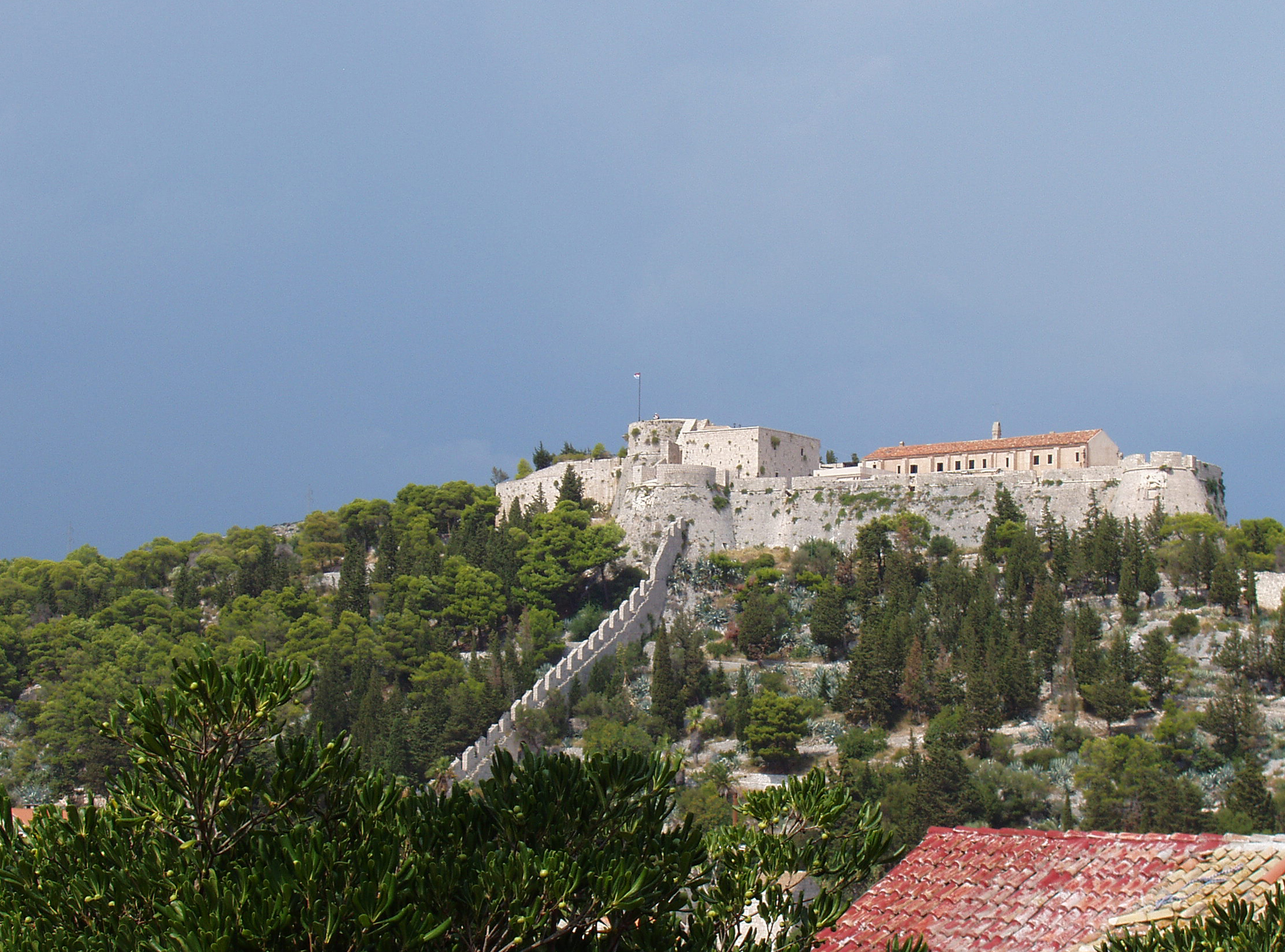
フヴァル城塞と城壁

フヴァル城塞（フヴァルじょうさい、クロアチア語: Gradska Tvrđava＝町の砦）はスペイン砦（クロアチア語: Tvrđava Španjola）とも呼ばれていて、クロアチア・ダルマチア地方のアドリア海に浮かぶフヴァル島・フヴァルの町の背後の山にある城塞で、有名な観光地である。

## 歴史
以前のフヴァルは、港（現在の聖ステパノ広場）の北側に山へ向かって一辺150メートルほどのほぼ正方形の石壁で覆われた城塞都市で、人々はこの城塞を単に「町の城塞」（Gradska tvrđava）と呼んでいた。その山の頂点に砦がある。
もともと紀元前にイリュリアの砦として始まり、ビザンツの時代に踏襲され、6世紀のユスティニア帝の時代に、特に南側の石壁の建設がされた記録がある。現在の城塞の建設は1282年に町の決定で始まり、16世紀にベネチア共和国の下で完成した。この際にスペインの技術者が関わっていたので別名「スペイン砦」と呼ばれるようになった。1571年8月19日にトルコ軍が来襲した際も、町民全員が城塞に立てこもり救われた。
ただし、その後の1579年10月1日早朝に雷が弾薬庫を直撃し、爆発して砦は完全に破壊された。その後数世紀にわたり徐々に補修され、19世紀初めにオーストリア帝国の下でほぼ完成した。この間、ナポレオン1世の時代の1811年には、この砦の少し西方のより高い峰に「ナポレオン砦」も建設された。しかし、19世紀後半には城塞の戦略的な意義はすでに失われ、「夜には妖精が踊る」ように忘れられており、20世紀になって観光用にようやく息を吹き返した。

## 砦への登り方
現在は、街中のベネディクト会修道院の前の通りを山の方へ（北へ）Higijeničkoj Društva通りまで登り、そこで小さな木戸を押すと砦へ登る山道になり、しばらくして城壁の一端を東へくぐり抜けて城外へ出て坂道を上り、頂上にある城塞へ東側から入る。  

## 参照
- フヴァル島
- フヴァル